# 1611 Beyer
Beyer (asteróide 1611) é um asteróide da cintura principal, a 2,6686501 UA. Possui uma excentricidade de 0,1595803 e um período orbital de 2 066,75 dias (5,66 anos).
Beyer tem uma velocidade orbital média de 16,71456305 km/s e uma inclinação de 4,2777º.
Esse asteróide foi descoberto em 17 de Fevereiro de 1950 por Karl Reinmuth.